# Dendropemon bistriatus
Dendropemon bistriatus är en tvåhjärtbladig växtart som först beskrevs av Ignatz Urban, och fick sitt nu gällande namn av Ignatz Urban. Dendropemon bistriatus ingår i släktet Dendropemon och familjen Loranthaceae. Inga underarter finns listade i Catalogue of Life.